# Epioblasma personata
Epioblasma personata är en musselart som först beskrevs av Thomas Say 1829.  Epioblasma personata ingår i släktet Epioblasma och familjen målarmusslor. IUCN kategoriserar arten globalt som utdöd. Inga underarter finns listade i Catalogue of Life.